# طرح بریگز

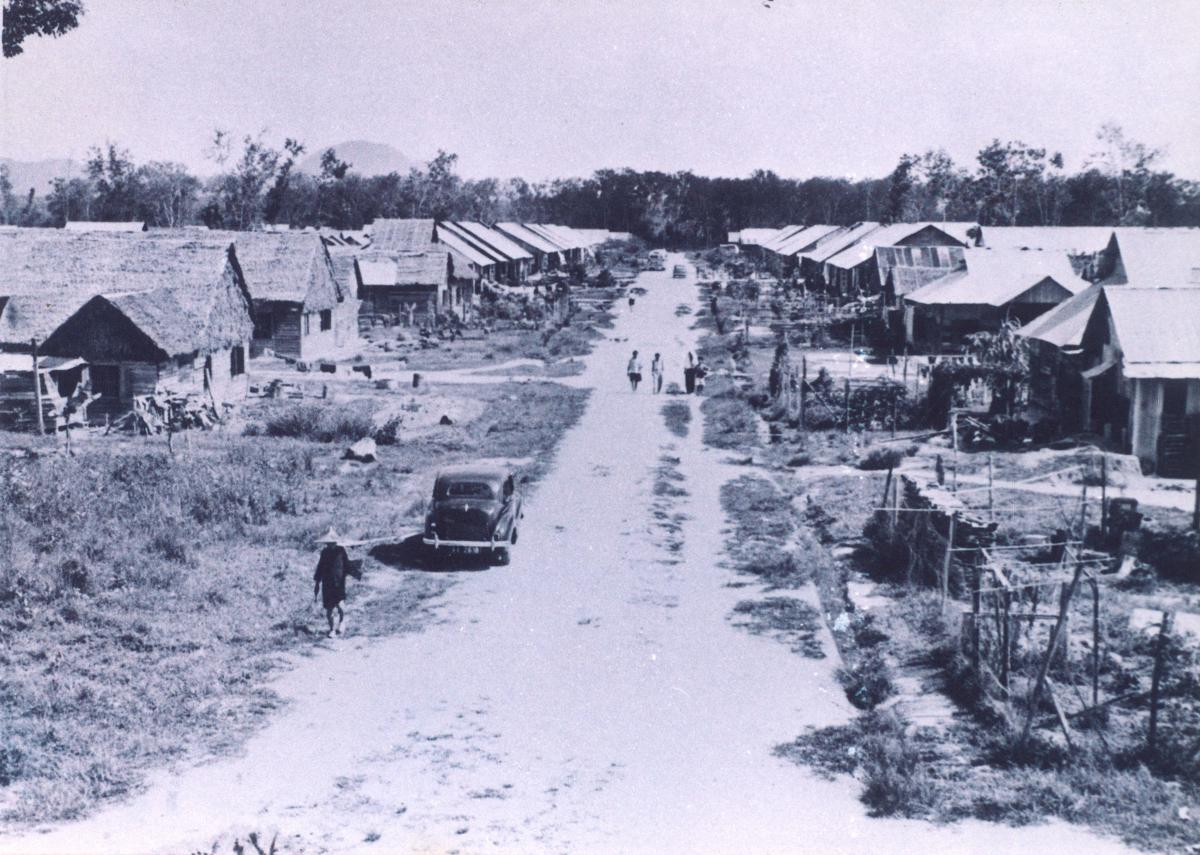
عکسی از یک نمونه دهکده جدید، که به عنوان بخشی از طرح بریگز برای ایجاد شکاف بین عوام روستایی چینی مالزی از چریک‌های کمونیست طراحی شده است.

طرح بریگز یک طرح نظامی بود که توسط ژنرال بریتانیایی سِر هارولد بریگز اندکی پس از انتصاب وی در سال ۱۹۵۰ به عنوان مدیر عملیات در زمان وضعیت اضطراری مالایا (۱۹۴۸–۱۹۶۰) طراحی شد. هدف این طرح شکست ارتش آزادیبخش ملی مالایا از طریق قطع منابع حمایتی آنها در میان عوام روستایی بود. برای دستیابی به این هدف، برنامه بزرگی برای اسکان مجدد اجباری دهقانان مالایا انجام شد که بر اساس آن حدود ۵۰۰٬۰۰۰ نفر (تقریباً ۱۰ درصد از جمعیت مالایا) به اجبار از محل زندگی خود منتقل شدند و به کمپ‌های متمرکز نقل مکان کردند که از آنها با اصطلاح «دهکده‌های جدید» مورد اشاره قرار می‌گرفتند.
در زمان وضعیت اضطراری، بیش از ۴۰۰ مورد از این کوچگاه‌ها وجود داشت. علاوه بر این، ۱۰٬۰۰۰ چینی مالزیایی مظنون به طرفداران کمونیست در سال ۱۹۴۹ به جمهوری خلق چین تبعید شدند. قبایل متعلق به اورنگ اصلی نیز توسط طرح بریگز برای جابجایی اجباری در نظر گرفته شدند زیرا بریتانیایی‌ها معتقد بودند که از کمونیست‌ها حمایت می‌کنند. بسیاری از اقدامات ضروری برای طرح بریگز، در حال حاضر بر اساس ماده ۱۷ پروتکل دو الحاقی به کنوانسیون ژنو که جلای وطن غیرنظامیان و اسارت جمعیت غیرنظامی فرای امنیت واقعی غیرنظامی و ضرورت نظامی در درگیری‌های غیر بین‌المللی را منع می‌کند، ممنوع شده است.

## تاریخچه
اقتدار بریتانیا در نواحی روستایی مالایا پس از تسلیم امپراتوری ژاپن در پایان جنگ جهانی دوم تنها در حد ضعیفی دوباره برقرار شده بود. بریتانیایی‌ها گروهی متشکل از حدود ۵۰۰٬۰۰۰ «متحصن» عمدتاً چینی‌تبار، که کشاورزی خُرد انجام می‌دادند و عموماً فاقد مالکیت قانونی برای سرزمین خود بودند و عمدتاً خارج از دسترس حکومت استعماری بودند، به عنوان دردسرساز خاص می‌پنداشتند. بسیاری از چینی‌ها مجبور بودند به صورت جوامع منزوی زندگی کنند تا توسط ژاپنی‌های اشغالگر قتل‌عام نشوند.
چندین جامعه مالایی ستون اصلی حزب کمونیست مالایا (MCP) را تشکیل دادند. شاخه نظامی آن ارتش آزادیبخش ملی مالایا (MNLA) و شبکه اطلاعاتی و تدارکات غیرنظامی آن، مین یوئن (Min Yuen) بود. بسیاری از کارگران روستایی به خاطر نقش حزب کمونیست مالایا در رهبری جنبش مقاومت ضد ژاپنی در طول جنگ جهانی دوم، با کمونیسم همدل بودند. عوامل دیگری که منجر به حمایت روستایی‌ها از کمونیست‌ها شد عبارتند از تمایل به استقلال مالایا از بریتانیا، پیروزی کمونیست در چین، نقش کمونیست در رهبری جنبش اتحادیه کارگری مالایا و نابرابری اقتصادی و فقر پس از جنگ است.

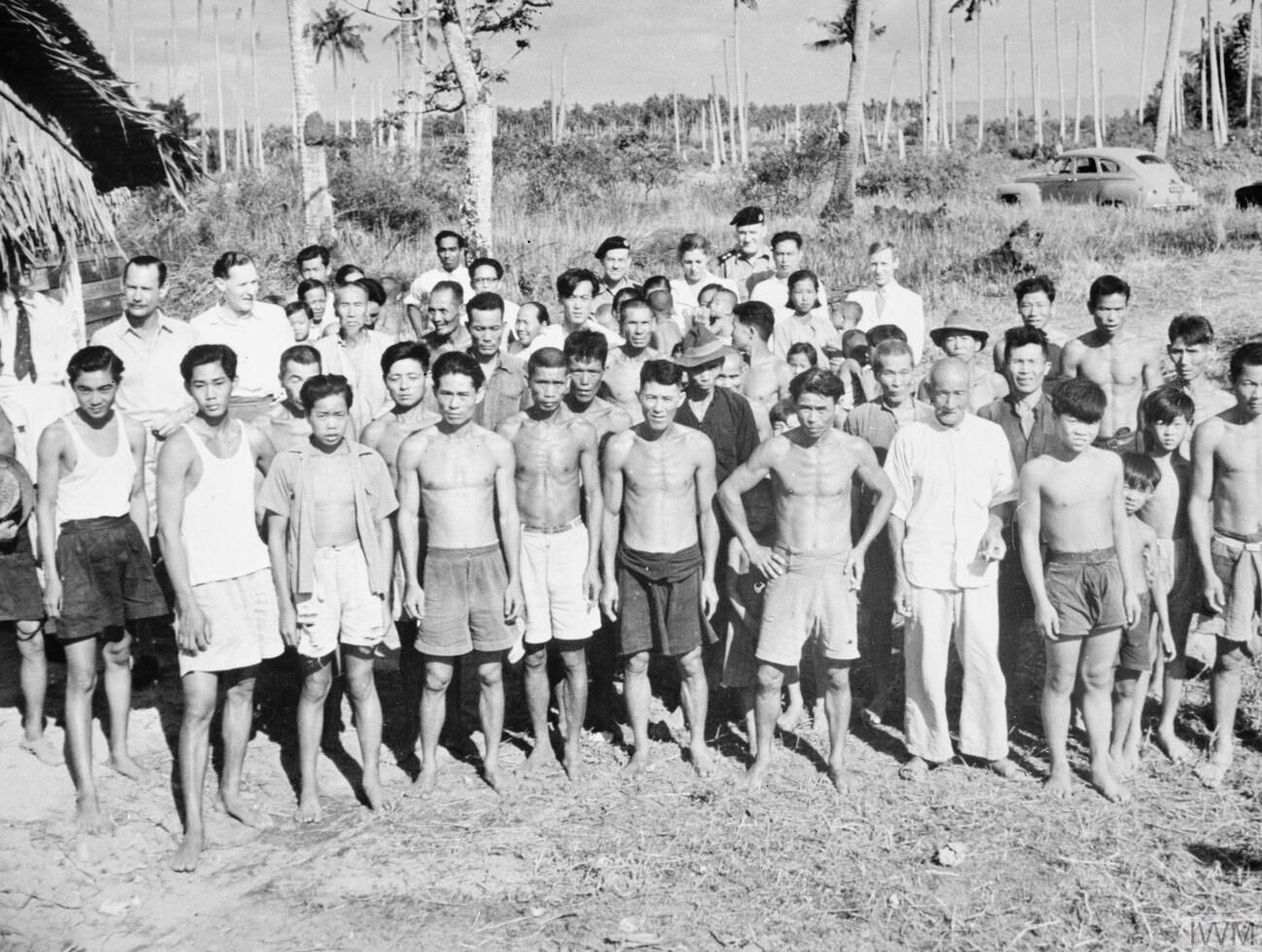
غیرنظامیان به اجبار توسط ارتش بریتانیا به عنوان بخشی از طرح بریگز جابجا شدند.

بریتانیایی‌ها با مجزا کردن جمعیت در «دهکده‌های جدید»، روند بسیار مهم غذارسانی، اطلاعات و سربازگیری دهقانان توسط چریک‌ها را متوقف کردند. کوچگاه‌های جدید به صورت شبانه‌روزی توسط پلیس محافظت می‌شد و بسیاری از آنها تا حدی با سیم خاردار و برج نگهبانی محفوظ شده بودند. این طرح باعث شد کسانی را که تمایل داشتند به صورت مخفیانه به بیرون بروند و داوطلبانه به چریک‌ها کمک کنند دیگر نتوانند مبادرت به این امر کنند، و همچنین از نفوذ پنهانی چریک‌ها و دریافت کمک با ترغیب یا ارعاب جلوگیری می‌کرد. این روند ۴۵۰ کوچگاه جدید ایجاد کرد و تخمین زده می‌شود که ۴۷۰٬۵۰۹ نفر، که ۴۰۰٬۰۰۰ نفر از آنها از اقوام چینی هستند در این طرح درگیر بودند. انجمن چینی مالزیایی که در آن زمان با نام انجمن چینی مالایی شناخته می‌شد، نقش مهمی در اجرای این برنامه داشت.
انگلیسی‌ها همچنین سعی کردند با ارائه خدمات آموزشی و بهداشتی به آنها، حمایت برخی از غیرنظامیان سکونت داده شده را جلب کنند. برخی از روستاهای جدید مجهز به امکانات رفاهی مانند برق و آب لوله‌کشی بودند و اطراف آن با حصار و محافظان مسلح احاطه شده بود تا از فرار غیرنظامیان که بسیاری از آنها در حزب کمونیست مالایا بوده‌اند یا مجبور شده بودند به آنها کمک کنند، جلوگیری شود. امید می‌رفت که با ارائه چنین امکاناتی به جوامعی که عمدتاً از قومیت چینی بودند، آنها را از «مخزن‌های ناخشنودی به تکیه‌گاه‌های شهروندان وفادار مالایایی» تبدیل کنند.
پیش از این، کارگران و دهقانان روستایی چینی از نظر جغرافیایی به صورت پراکنده قرار داشتند، اما طرح بریگز اکنون چینی‌های روستایی را از سراسر کشور گرد هم آورده و آنها را در دهکده‌های جدید متمرکز کرد. در میان چینی‌ها و مالایی‌ها نارضایتی قابل توجهی نسبت به این برنامه وجود داشت. چینی‌های مالزیایی گاهی مورد هدف تنبیه دسته‌جمعی، توقیف احتیاطی و اخراج موقت (summar deportation) قرار می‌گرفتند، که با هدف کنار گذاشتن حامیان کمونیست انجام می‌شد و مالایی‌ها از زیرساخت‌های فراهم‌شده برای دهکده‌های جدید، به خاطر اینکه کوچگاه‌های آنها توسعه نیافته بود، غضبناک شده بودند.  یک نمونه از تنبیه دسته‌جمعی در تانجونگ مالیم اجرا شد، جایی که بریتانیایی‌ها جمعیت غیرنظامی را تحت جیره‌بندی برنج قرار دادند تا از حمایت آنها از چریک‌های کمونیست جلوگیری کنند. هنگامی که این کار مؤثر نیفتاد، جرالد تمپلر جیره برنج را برای غیرنظامیان داخل منطقه نصف کرد و منع رفت و آمد ۲۲ ساعته را برقرار کرد.